# Vallabhpur (stato)
Lo Stato di Vallabhpur (noto anche come Vala o Vallabhipura) fu uno stato principesco del subcontinente indiano, avente per capitale la città di Vallabhi.

## Storia
Il principato di Vallabhpur venne istituito nel 1740 dal thakore Sahib Akherajji del vicino stato di Bhavnagar, che lo assegnò al fratello gemello Visaji che ne divenne il primo thakore. Vallabhpur  comprendeva 40 villaggi e copriva un'area di 492 km2. Nel 1921 aveva una popolazione di 11.386 abitanti, con una rendita annua di 225.000 rupie; era vincolato al pagamento di un tributo di 9.202 rupie allo stato di Baroda ed a quello di Junagadh.
Sotto la dominazione britannica dipendeva dall'agenzia del Kathiawar della presidenza di Bombay.
Cessò di esistere il 15 febbraio 1948 col suo ingresso nell'Unione Indiana.

## Governanti di Vallabhpur
I governanti portavano il titolo di Thakore Sahib.
- 1740 – 1774  Visaji  (m. 1774)
- 1774 – 1798  Nathubhai Visaji, figlio del precedente (m. 1798)
- 1798 – 1814  Meghabhai Nathubhai  (m. 1814)
- 1814 – 1838  Harbhamji Megabhai, figlio del precedente  (m. 1838)
- 1838 – 1840  D(a)ulatsimhji Harbhamji, figlio del precedente  (m. 1840), senza eredi
- 1840 – 1853  Patabhai Megabhai, figlio di Meghabai  (m. 1853)
- 1853 – 1860  Prithvirajji Patabhai (m. 1860)
- 1860 – 20 agosto 1875   Meghrajji Prithvirajji  (m. 1875)
- 20 agosto 1875 – 1943   Vakhatsinhji Meghrajji, figlio del precedente  (1864 – 1943)
- 1943 – 15 agosto 1947   Gambhirsinhji Vakhatsinhji, figlio del precedente  (1889 – ?)